# Joni

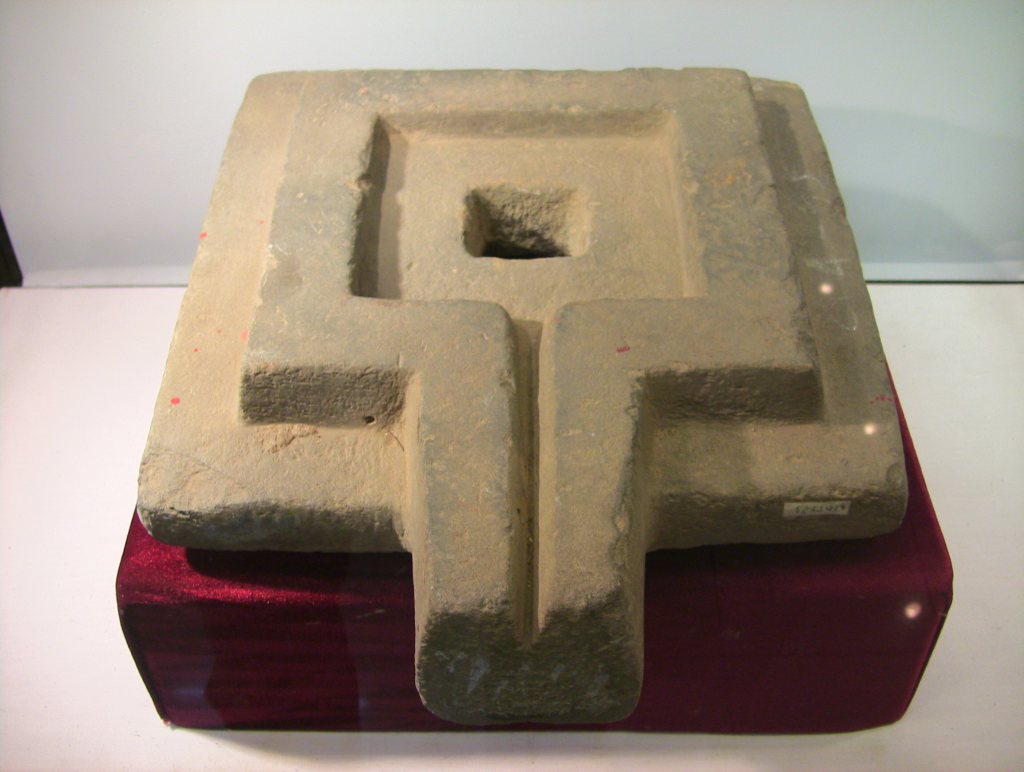
Stylizowany wizerunek joni z sanktuarium Cát Tiên w Wietnamie.

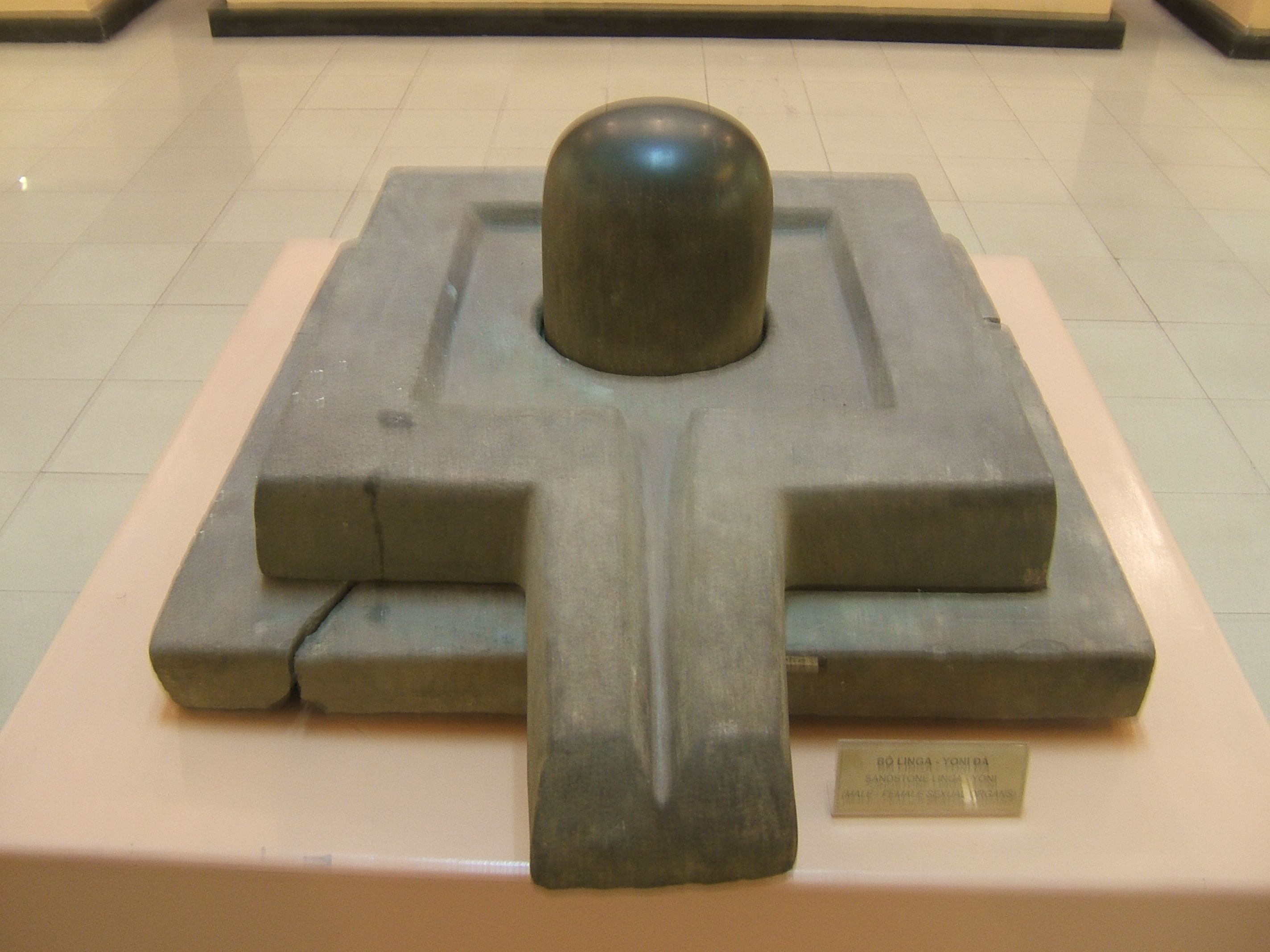
Linga-joni

Joni (dewanagari योनि, trl. yoni, ang. yoni, „łono”, „źródło”) – indyjskie określenie żeńskich organów płciowych zarówno w znaczeniu fizycznym (np. w Kamasutrze), jak i w znaczeniu religijno-duchowym, jako symbol bogini Dewi, źródła życia i całego wszechświata. Termin ten poza tym używany jest w najrozmaitszych znaczeniach przenośnych np. „łono”, „źródło”, „naczynie”, „początek”.
Stylizowane przedstawienia genitaliów kobiecych znaleziono już w Mohendżo-Daro, wydaje się, że można prześledzić ciągłość wykorzystania tego symbolu do czasów wedyjskich i później, w nurtach tantrycznych, koncentrujących się na Śakti, żeńskiej mocy stwórczej.
Przedstawienia joni bardzo często występują także w połączeniu ze stylizowanym wizerunkiem lingamu, stanowiąc symboliczne wyobrażenie absolutu jako jedności przeciwieństw.
Sarwajoni to natomiast wszech-łono, źródło wszechświata.
Słowo to pojawia się w wierszu polskiego poety, noblisty Czesława Miłosza o nazwie Annalena.